# Komiljon Tukhtaev
Komiljon Tukhtaev (en russe : Комилжон Тухтаев), né le 30 octobre 1997, est un skieur alpin ouzbek.

## Biographie
Actif dans les courses FIS depuis 2013, il dispute sa première compétition majeure à l'occasion des Championnats du monde 2015 à Beaver Creek. En octobre 2015, il prend le départ de son unique manche de Coupe du monde à l'occasion du slalom géant de Sölden.
Il est le porte-drapeau de son pays lors des Jeux olympiques d'hiver de 2018, à Pyeongchang, où il est inscrit en ski alpin, courant le slalom (abandon) et le slalom géant (52e). Aux Championnats du monde 2019, il enregistre son meilleur résultat au niveau mondial avec une 46e place au slalom géant.